# Transports publics à Istanbul
 (juillet 2020).
Si vous disposez d'ouvrages ou d'articles de référence ou si vous connaissez des sites web de qualité traitant du thème abordé ici, merci de compléter l'article en donnant les références utiles à sa vérifiabilité et en les liant à la section « Notes et références ».

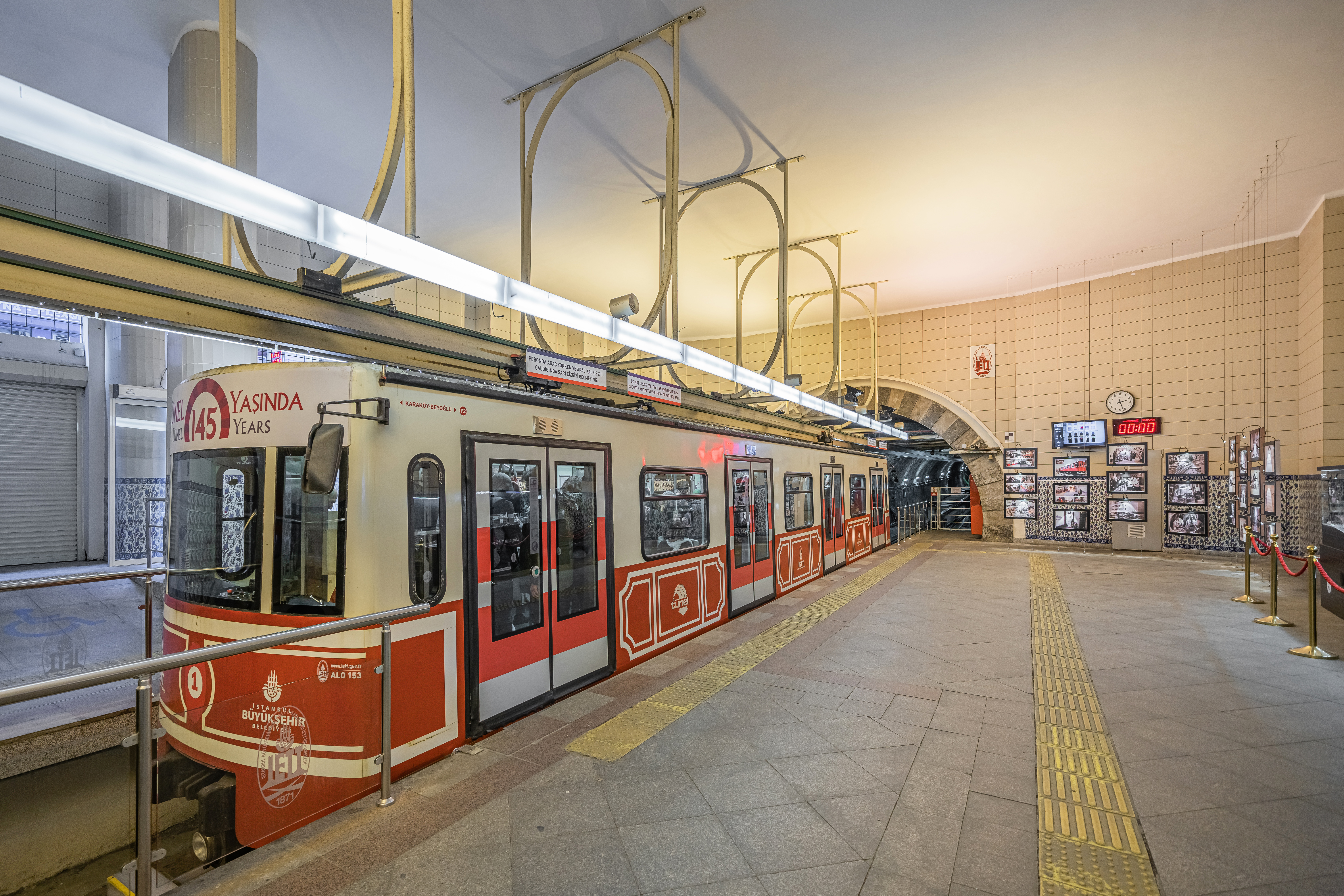
Funiculaire F2 à Istanbul

Les transports publics à Istanbul comprennent un réseau de bus, divers systèmes ferroviaires, des funiculaires et des services maritimes pour desservir plus de 13 millions d'habitants de la ville répartis sur une superficie de 5 712 km2.

## Sociétés exploitantes
- Metro Istanbul est la société affiliée à la municipalité métropolitaine d'Istanbul qui, depuis 1988, exploite les deux tiers du réseau ferroviaire d'Istanbul[1]. Elle gère toutes les lignes de métro (M1 à M9), à l'exception de la ligne M11 exploitée par TCDD Taşımacılık, les lignes de tramway 1, 3, 4 et 5 (la ligne 2 est exploitée par İstanbul Elektrik Tramvay ve Tünel ou IETT) et les lignes de funiculaire F1 et F4, la ligne F2 est exploitée par IETT et la ligne F3 par Vadistanbul ;
- TCDD Taşımacılık, filiale des Chemins de fer de l'État de la république de Turquie (ou TCDD) gérant le fret et le transports de voyageurs et plus grand opérateur de transports de voyageurs sur système ferré en Turquie, exploite les lignes du Marmaray et la ligne M11 ;
- İstanbul Elektrik Tramvay ve Tünel (IETT) exploite la ligne 2 du tramway et la ligne F2 du funiculaire ;
- Vadistanbul exploite la ligne F3 du funiculaire.